# Laysha
Laysha (en hangul, 레이샤) es un grupo femenino surcoreano formado por JS Entertainment, y actualmente bajo S Media Entertainment. El grupo está compuesto actualmente por 4 miembros: Goeun, Chaejin, Hadam y Bitna. Debutaron el 12 de mayo de 2015, con el sencillo «Turn Up The Music». Laysha es conocida por sus arriesgados conceptos al momento de presentarse en vivo, por lo que se volvieron virales en 2015.

## Historia
Antes de debutar como miembros de Laysha, Go Eun y Chaejin formaron parte del grupo femenino LXIA, el cual debutó en 2012 con el sencillo «Sexy Brown». El grupo se separó poco después[cita requerida].

### Debut, cambios de alineación y Chocolate Cream
LAYSHA fue formado en septiembre del 2014 por JS entertainment, inicialmente los miembros eran cinco: Go Eun, Chaejin, Som (exmiembro) , Yoobin (exmiembro) y Seulgi (exmiembro). Fue un grupo de Dance Cover, pero gracias a la fama que obtuvieron en el 2015 se convirtió en un grupo K-pop.
LAYSHA debutó el 12 de mayo de 2015 con su primer sencillo "Turn Up The Music". Luego de su debut  Seulgi dejó el grupo, más tarde entró a formar parte Choim. En agosto del 2015, Laysha presentó un avance de dos canciones, "Hello" y "Good Bye My Boy", anunció que "Hello" sería su segundo sencillo. Después del 2015 Choim dejó el grupo. Posteriormente Hyeri fue revelada como nuevo miembro del grupo.
En julio del 2016, Laysha volvió con cuatro miembros, en el sencillo “Chocolate Cream”, ganando mucha atención en la comunidad K-Pop [cita requerida], siendo uno de los videos musicales con más carga erótica de la industria del K-Pop. Gracias a este hito, un año más tarde Laysha lanzó su tercer sencillo, “Party Tonight”.

### Regreso y nuevos miembros
El 27 de enero de 2017, Laysha anunció su regreso. El 29 de marzo informaron que Boreum abandonaba el grupo por motivos de salud. 
En el 2019 Hyeri dejó el grupo por razones personales, poco después también Som salió del grupo por salud. En este mismo año Laysha presentó 3 nuevos miembros bajo la misma agencia, Hayeon,Hayoung y Sia (Ex Girl Crush). Poco después otro nuevo miembro fue integrado, Boreum. En el 2020 Laysha realizó una colaboración con Guess lanzando su nuevo sencillo “Freedom”. 
En los principios de abril de 2023, fueron anunciados dos nuevos miembros: Bitna y Rahee. El 9 de junio de 2023, Laysha publicó un sencillo,«Red Flower».
En agosto de 2023 publicaron otro sencillo «Summer Night».
El 11 de septiembre de 2023 se anuncia que Rahye dejó el grupo integrando más tarde a DJ Jina.
En noviembre de 2023 publicaron otro «Yes or Not».
En diciembre se anunció que Sia dejaría el grupo y en enero de 2024 se anunciaría que Jian sería la nueva miembro del grupo.
El 11 de febrero de 2025, a través de un vídeo publicado en la cuenta oficial de instagram del grupo, se confirmo la salida de Jian y el reingreso de Hadam para más tarde confirmar través fotos de instagram el reingreso de Semi a LAYSHA.

## Controversias

### Pink Label
El 18 de diciembre de 2017, inauguraron su cuarto regreso con “Pink Label”. El año siguiente el grupo fue involucrado en una controversia con su etiqueta discográfica, JS Entertainment, cuando dos de las integrantes del grupo Som y Go Eun revelaron que habían cámaras escondidas en los baños y dormitorios, acusando a la compañía de haberlas puesto en secreto. El público acusó a la banda de mentir para generar controversia y ganar visualizaciones. Después de la controversia Laysha dejó JS Entertainment y creó su propio sello discográfico, A1 Entertainment.

## Miembros

### Actuales
- Go Eun (고은) – 2014–presente
- Chaejin (채진) – 2014–presente
- Hadam (하담) – 2019, 2025-presente
- Bitna (빛나) - 2023–presente

### Anteriores
- Yoobin (유빈) – 2014-2015
- Seulgi (슬기) – 2014-2015
- Choim (초임) – 2015 (miembro temporal)
- Som (솜/다솜) 2015-2019
- Hyeri (헤리) - 2015-2019
- Hayoung (하영) – 2019 (miembro temporal)
- Hayeon (하연) – 2019 (miembro temporal)
- Semi (세미) – 2021 (miembro temporal)
- Boreum (보름) – 2019-2023
- Rahye (라혜) - 2023
- Sia (시아) - 2019-2023
- DJ Ina (디제이이나) - 2023
- Jian - 2024-2025

## Discografía

### Sencillos
- 2015: "Turn up the Music"
- 2016: "Party Tonight"
- 2016: "Chocolate Cream"
- 2017: "Pink Label"
- 2019: "Freedom"
- 2023: "Red Flower"
- 2023: "Summer Night"
- 2023: "Yes or Not"
- 2024: "Domino"

### Temas inéditos
- 2015: Hello[5]
- 2015: Good Bye My Boy[6]

### Videoclips
| 2015 | Turn up the music | Sencillos sin álbum |
| 2016 | Chocolate Cream   | Sencillos sin álbum |
| 2017 | Party Tonight     | Sencillos sin álbum |
| 2017 | Pink Label        | Sencillos sin álbum |
| 2019 | Freedom           | Sencillos sin álbum |
| 2023 | Red Flower        | Sencillos sin álbum |
| 2023 | Summer Night      | Sencillos sin álbum |
| 2023 | Yes or Not        | Sencillos sin álbum |